# Vuoi scommettere? (programma televisivo 2018)
Vuoi scommettere? è stato un programma televisivo italiano, che è andato in onda in prima serata su Canale 5 dal 17 maggio al 14 giugno 2018 ed è stato condotto da Michelle Hunziker con la partecipazione di sua figlia Aurora Ramazzotti. Si è trattato del remake dello storico programma di Rai 1, Scommettiamo che...?, a sua volta derivato dal format tedesco ZDF Wetten, dass..?, condotto dalla stessa Hunziker dal 2009 al 2011.

## Il programma
In ogni puntata partecipavano sette concorrenti che scommettevano con i VIP in studio di riuscire a portare a termine sfide curiose o molto difficili da loro stessi proposte. Se la sfida non riusciva, il concorrente doveva sottomettersi a una penitenza.
Al termine della trasmissione, il pubblico in studio votava la preferita tra le sette scommesse proposte, indipendentemente dal suo esito, e il concorrente che otteneva più voti vinceva 10.000 euro in gettoni d'oro.

## Edizioni
| Edizione | Conduttore        | Inviato           | Rete televisiva | Sede                        | Prima puntata  | Ultima puntata | Puntate |
| -------- | ----------------- | ----------------- | --------------- | --------------------------- | -------------- | -------------- | ------- |
| 1ª       | Michelle Hunziker | Aurora Ramazzotti | Canale 5        | Teatro 5 di Cinecittà, Roma | 17 maggio 2018 | 14 giugno 2018 | 5       |

## Ascolti

### Prima edizione
| Puntata    | Messa in onda  | Telespettatori | Share  | Ospiti |
| ---------- | -------------- | -------------- | ------ | --- |
| 1          | 17 maggio 2018 | 4 091 000      | 23,19% | Andrea Pucci, Maria De Filippi, Alberto Tomba, Silvia Toffanin, Antonino Cannavacciuolo, Nek, Ricky Tognazzi   |
| 2          | 24 maggio 2018 | 3 389 000      | 18,33% | Andrea Pucci, Claudio Amendola, Ilary Blasi, Noemi, Ilenia Pastorelli, Angelo Pintus, Nicola Savino            |
| 3          | 31 maggio 2018 | 2 960 000      | 15,48% | Andrea Pucci, Emma, Alessia Marcuzzi, Martín Castrogiovanni, Pippo Baudo, Daniele Liotti, Stefania Sandrelli   |
| Semifinale | 7 giugno 2018  | 2 987 000      | 16,73% | Andrea Pucci, Gerry Scotti, Annalisa, Federica Panicucci, Stefano De Martino, Javier Zanetti, Rossella Brescia |
| Finale     | 14 giugno 2018 | 3 211 000      | 16,34% | Alvin, Bianca Atzei, Katia Follesa, Nino Formicola, Mago Forest, Simona Ventura, Iva Zanicchi                  |
| Media      | Media          | 3 328 000      | 18,01% | |